# 差不多
《差不多》是一部中国上海美术电影制片厂制作的动画短片。该片1964年获得法国第十届图尔国际短片电影节青年奖。

## 剧情简介
正在学习射箭的小林，有一天认为自己的箭术已经练的差不多了，就准备出去打猎，爷爷拦住他，说他的箭术还需多加练习才能打猎。可小林随后还是觉得自己的箭术已经差不多，于是还是到森林里打猎去了。森林里，小林欲射杀一只狼，但小林因箭术不佳，射了多支箭仍未射中，自己反而遭到了狼的反击，幸亏小林的爷爷的及时赶到，小林才幸免于难。